# Ensayo (arte)

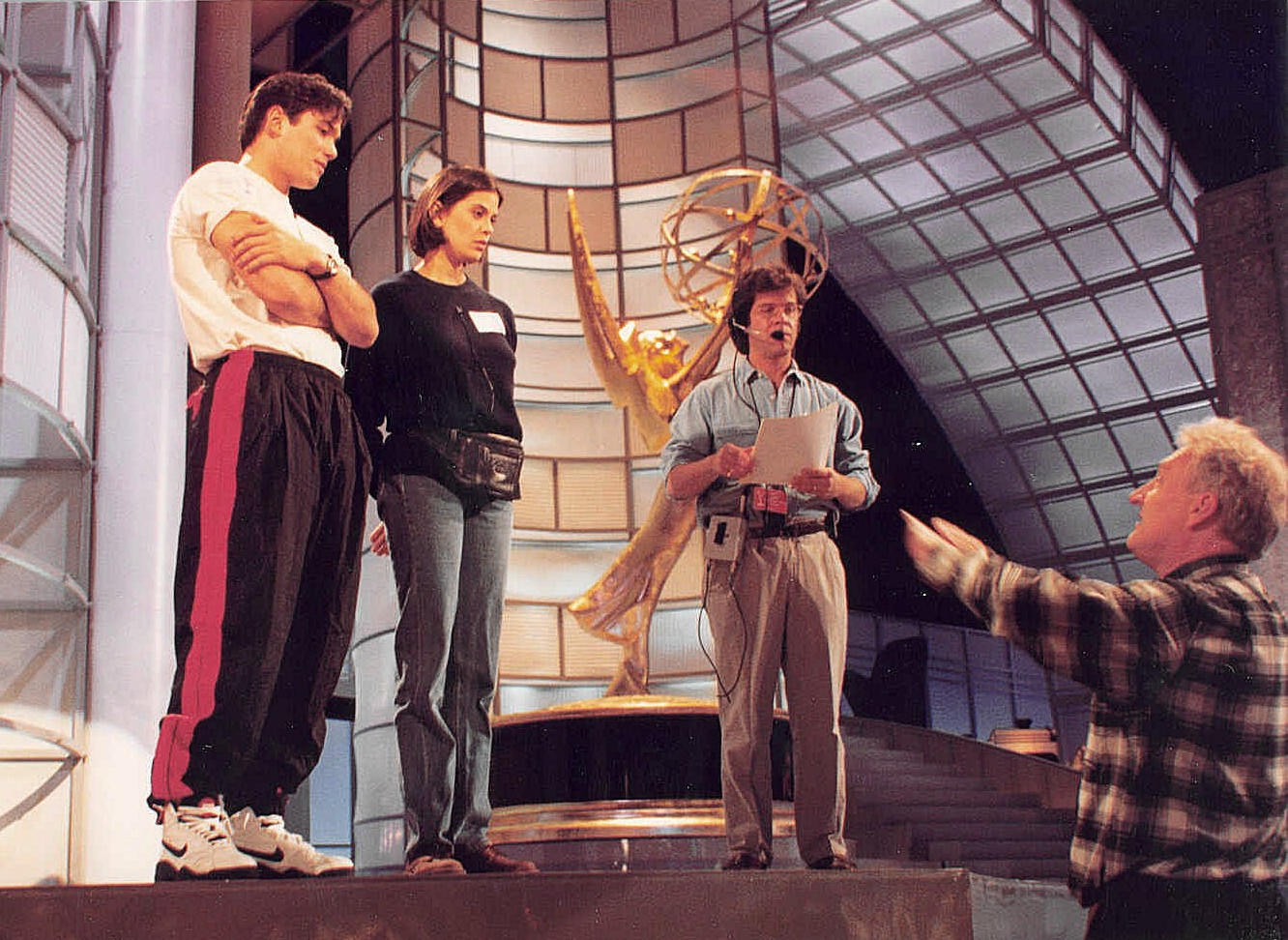
Ensayo de la 45° edición de los premios Emmy.

En el ámbito musical y teatral se llama ensayo a la fase preparatoria de una representación, un concierto o bien una ópera, que precede las representaciones con público. En la fase de ensayos se van ajustando los aspectos técnicos y artísticos del espectáculo hasta su perfecta combinación y sincronización. Los ensayos culminan cuando el espectáculo ya puede ser mostrado al público, el día (o noche) del estreno.

## Teatro
Los ensayos tienen generalmente lugar en una sala o local de ensayo. Las compañías teatrales que tienen recursos suficientes instalan una escenografía rudimentaria que simula la definitiva, la pre-escenografía, a fin de que los actores se acostumbren al espacio del que dispondrán en el escenario. También pueden llevar ropa sencilla que simule el traje definitivo que llevarán: es el "vestuario de ensayo".

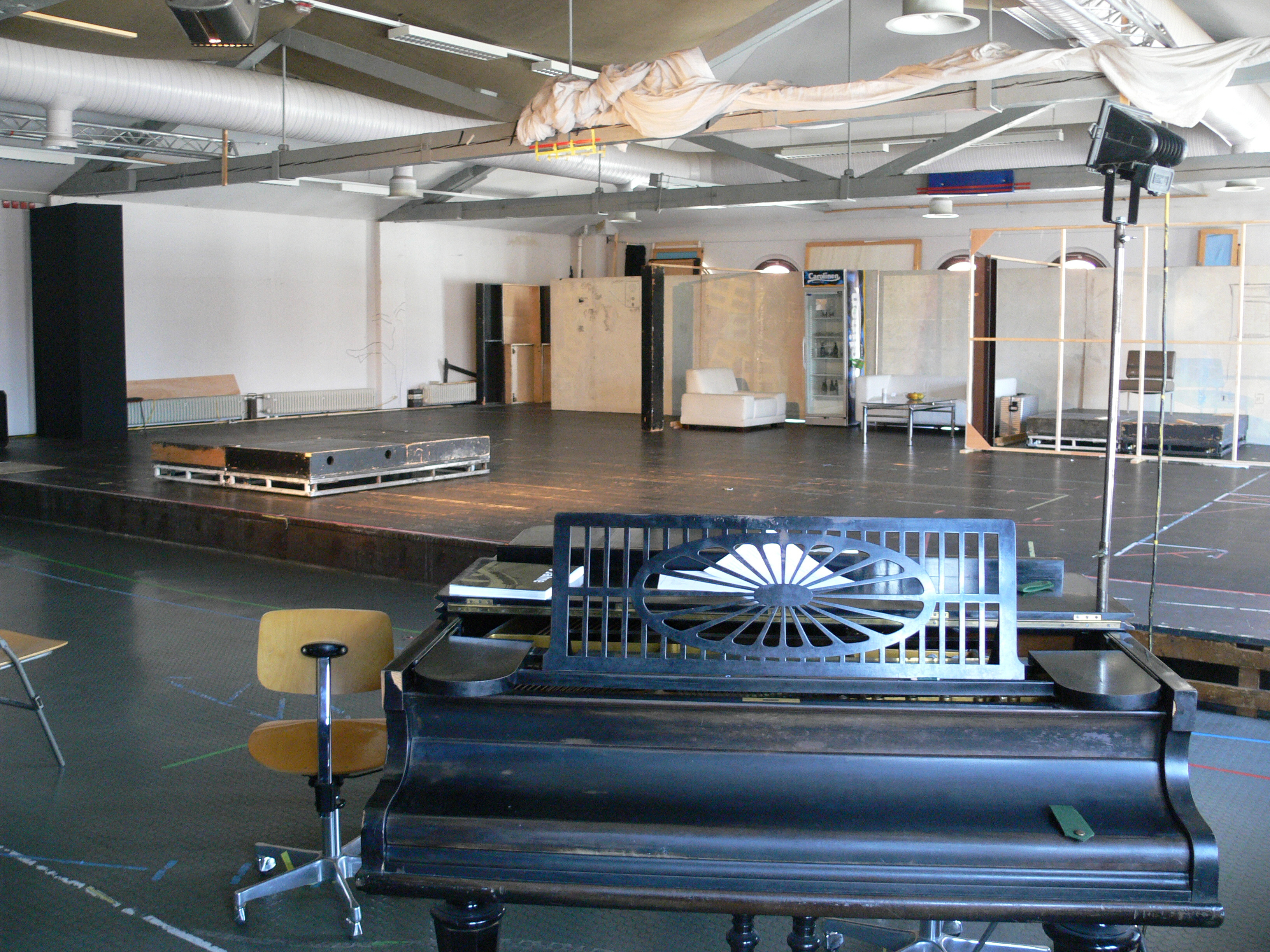
Sala de ensayos del teatro de Bielefeld, Alemania.

El primer ensayo suele consistir en una lectura del texto por los actores: es el "ensayo de mesa", en el que los actores sentados alrededor de una mesa leen cada uno su papel en voz alta en presencia del director. La mayor parte de los ensayos siguientes son sesiones de trabajo de los actores con el director, para escenificar las distintas partes de la obra: se repiten los diálogos y los movimientos hasta conseguir el efecto deseado por el director. Un "ensayo al pie" es un ensayo dedicado exclusivamente a afianzar las entradas, salidas y movimientos de los actores. Cuando los actores son capaces de representar todo el texto de la obra casi sin interrupciones (por parte de los actores o del director), se habla de "pase" o "pase completo". Esta fase de ensayos suele simultanearse con las primeras pruebas de vestuario, de maquillaje y peluquería.
En un segundo tiempo, la compañía pasa a realizar los ensayos en el escenario del teatro donde ya se ha montado la escenografía. Allí se ponen a punto los distintos aspectos técnicos del espectáculo, y su coordinación con el juego de los actores. Son los "ensayos técnicos", en los que se ensayan las luces (ensayo de luces), el sonido y la música, los efectos especiales y audiovisuales, y sobre todo el trabajo de maquinaria o tramoya para los cambios de decorado. Los actores ya empiezan a actuar llevando el vestuario, maquillaje y peinados definitivos para comprobar si necesitan retoques.
La fecha del estreno del espectáculo es fijada con mucha antelación, por lo que los ensayos deberán haber alcanzado su objetivo en el periodo de tiempo preestablecido. El último ensayo justo antes del estreno se llama "ensayo general", y consiste en una representación completa del espectáculo tal y como se va a mostrar al público. A veces se invita a un público reducido de conocidos para así "rodar" el espectáculo y afinar unos últimos detalles: se habla entonces de "ensayo general con público" o "pre-estreno". Si son varias representaciones, se habla de "previas".
Durante el periodo de ensayos los actores cobran un sueldo inferior al que cobran a partir del estreno, durante el periodo de representaciones con público. En España, el sindicato mayoritario de actores, la Unión de Actores, fija el tiempo máximo de ensayos en 45 días naturales, pasado el cual los actores cobran su sueldo completo.

## Espectáculos musicales

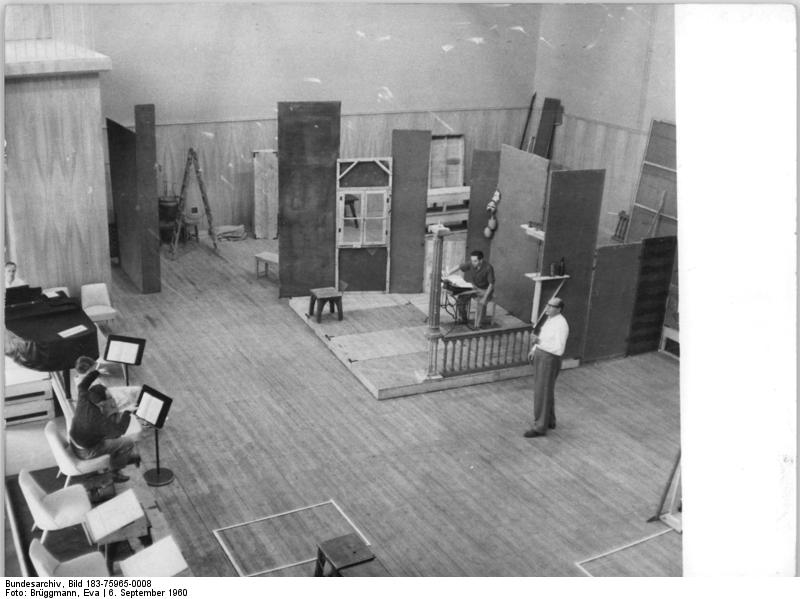
Ensayo en la sala de ensayos de la ópera de Leipzig, Alemania, en 1960.

Los ensayos de música son sumamente necesarios para que las piezas salgan bien ajustadas entre instrumentistas y cantores, y lo son además:
1. para ver si hay exactitud en las copias
2. para que los músicos puedan entrar con oportunidad, sabiendo quien le precede y quien le sucede
3. para que, oyendo antes la pieza, puedan, los que hayan de ejecutarla, hacerse cargo del espíritu de la composición y de la intención del compositor para ejecutar fielmente cuanto éste haya escrito. Sirven también los ensayos para el mismo compositor pues oyendo su propia obra puede juzgar mejor del efecto de ella y hacer las correcciones y variaciones que considere necesarias.

Los ensayos pueden ser:
- parciales, se hacen por el director entre las voces con acompañamiento de piano
- generales se hacen con todas las voces e instrumentos que entran en la ópera a lo que se añade todo el aparato escénico como si se ejecutase ya en presencia del público.